# Кухня южных штатов США

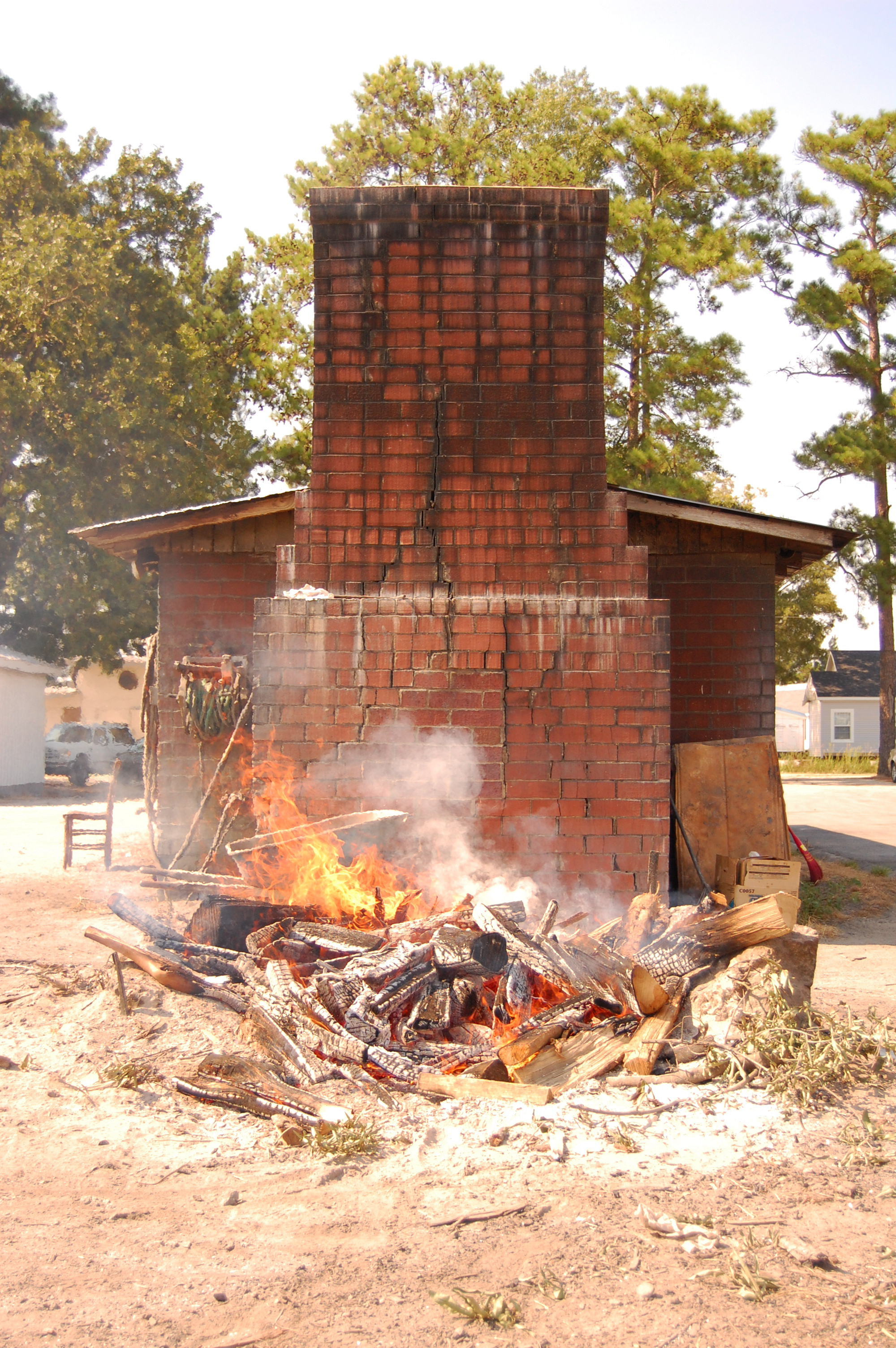
Яма для древесного барбекю — Голдсборо, Северная Каролина

Кухня южных штатов США — исторические кулинарные традиции на части территории США, северной границей считается линия Мэйсона — Диксона, западной — юго-западная часть штатов Миссури, Оклахома и Техас.
Наибольшее влияние на кухню южных штатов штатов США оказали африканская, английская, шотландская, ирландская, французская и индейская кухни. Южная кухня США распространилась и в других регионах США, тем самым оказав воздействие на кулинарные традиции американской кухни других областей.
Многие элементы южной кухни США — такие как тыква, помидоры, кукуруза — были заимствованы у юго-восточных племён американских индейцев, таких как кэддо, чокто и семинолы. Сахар, молоко, яйца пришли из Европы; южное пристрастие к жареной пище имеет свои истоки в шотландской кухне, а использование жителями Вирджинии рагу пришло из Западной Англии. Бамия, рис, баклажаны, индийский кунжут, сорго, и тыквенные, а также большинство специй, которыми пользуются на юге, были изначально привезены из Африки. Такое влияние африканской кухни обусловлено тем, что большинство рабов, импортируемых в Виргинию были из народности Игбо, которая проживала в Нигерии.
Южное пристрастие к полноценному завтраку, обусловлено влиянием английской, ирландской, шотландской и валлийской кухни. Множество британских блюд, в частности овсяная каша, были приспособлены под субтропический климат южных штатов США.
Велико влияние и других кухонь. Так, например, креольская кухня базируется на французской, западно-африканской и испанской кухне. Техасско-мексиканская кухня (текс-мекс) значительно подверглась влиянию мексиканской и индейской кухни.
В Южных штатах также особо выделяют кухню афроамериканцев, сложившуюся в рабовладельческий период, которая получила название пища для души.

## Традиционные южные блюда

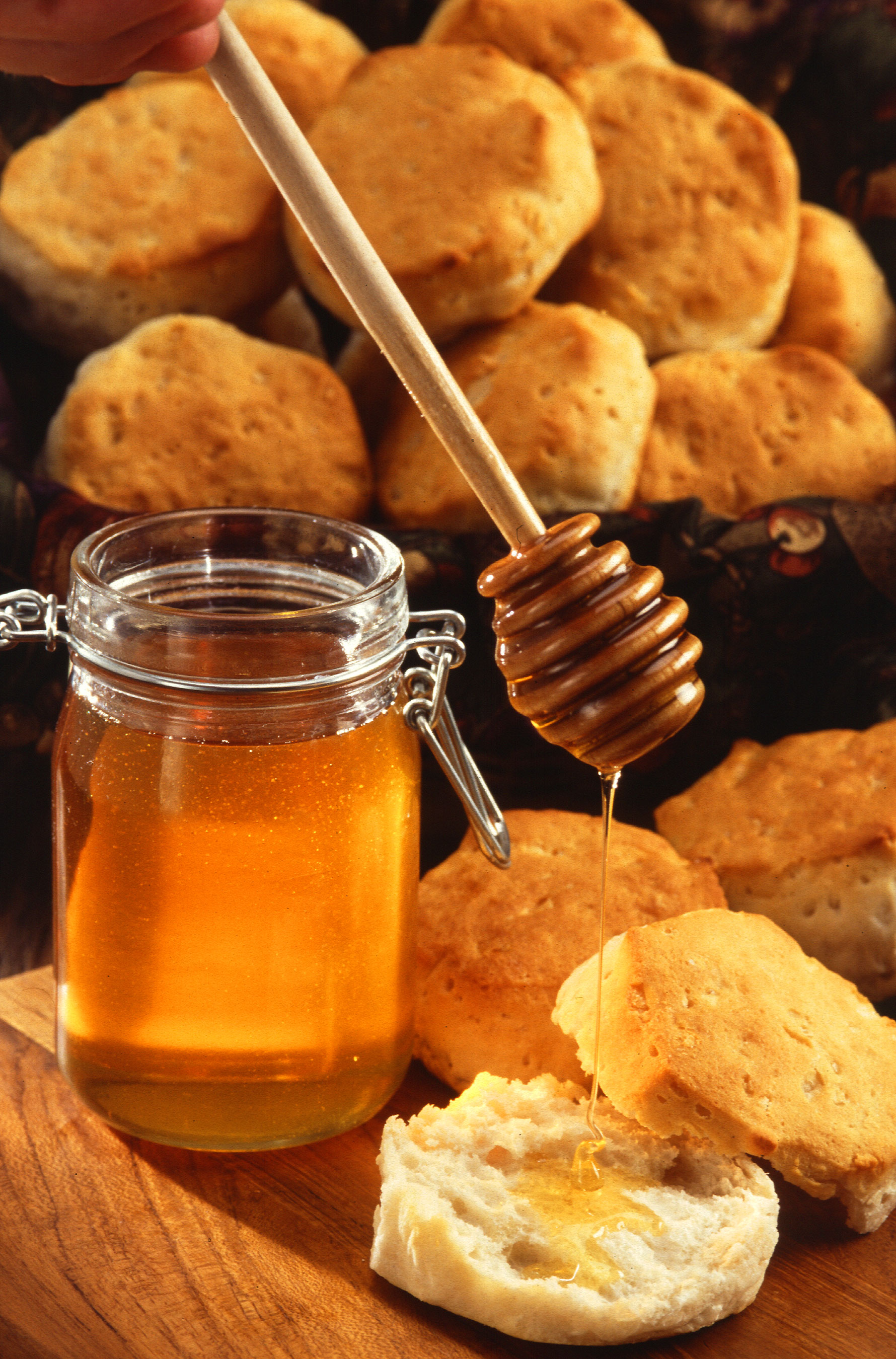
Бисквит (хлебобулочное изделие) с мёдом

Традиционной южной едой считается зелень (горчица сарептская, турнепс), картофельное пюре, сладкий чай, и десерт — пирог (из пекана или персика), пирог «Грязь Миссисипи». Также популярными блюдами являются: суккоташ, варёный или печёный батат, жареный сом и бамия (жареная, на пару, тушёная, маринованная).
Однако, самым известным блюдом данного региона является обжаренная курица. Данное блюдо было завезено в южные штаты шотландскими переселенцами. В выходные и праздничные дни традиционным блюдом является барбекю. Зелёные бобы, зачастую ароматизированные со вкусом бекона, тушёная репа со свининой и подающаяся с уксусом, мясное печенье — это основные блюда, которые подаются на завтрак. На ужин жители южных штатов предпочитают блюда, заправленные различными соусами.
Южные блюда, особенно среди бедных слоёв, иногда состоят только из овощей, с небольшим количеством мяса. Соль используется лишь при готовке пищи, но с блюдами, за исключением мяса, не подаётся. Ещё одним традиционным блюдом кухни южных штатов США, является «Скачущий Джон», приготовляемое из вигны, риса, рубленого лука и ломтиков бекона, приправленных острым перцем, солью и чесноком.

## Пища в ресторанах южных штатов

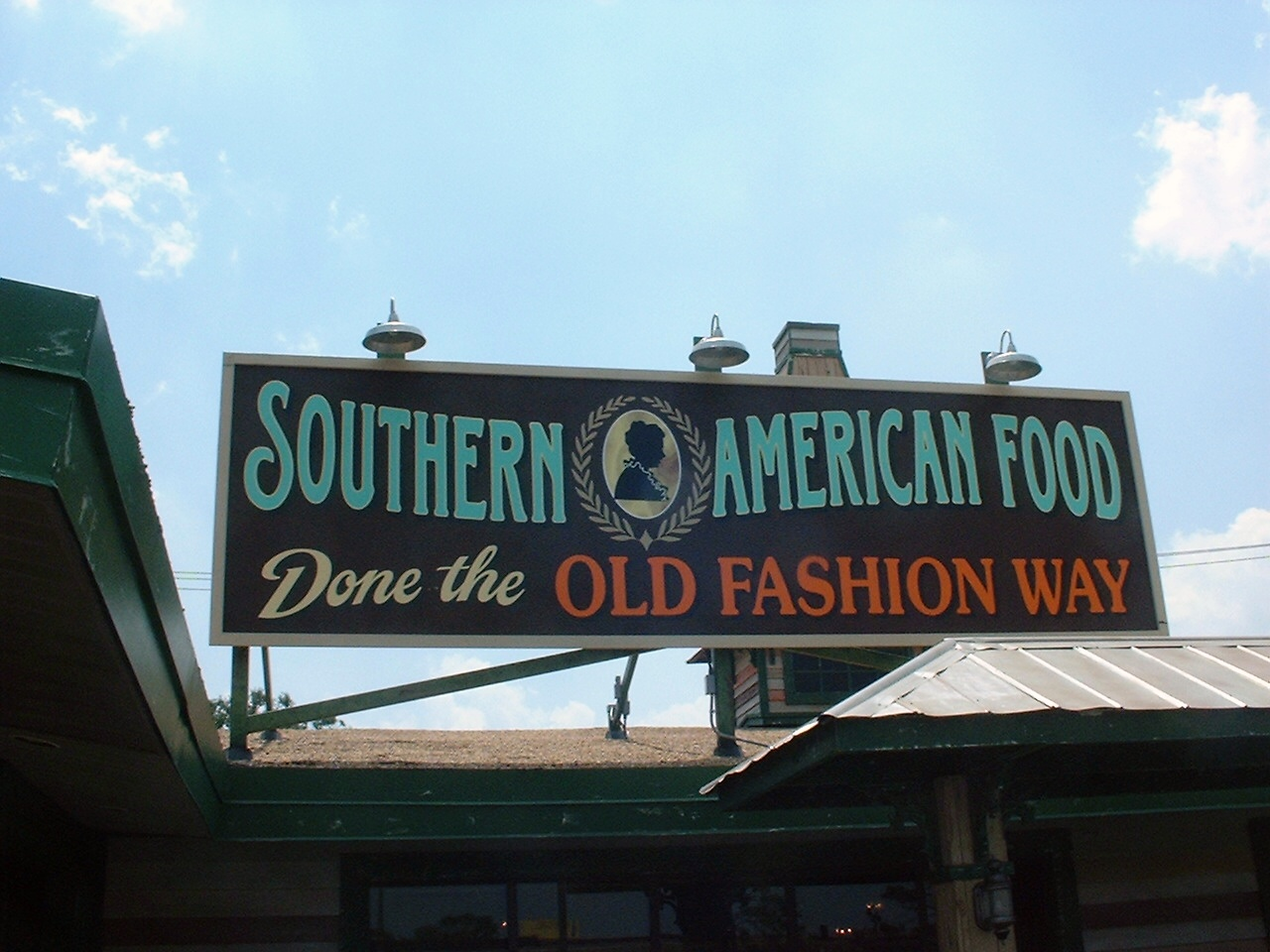
«Южная кухня» название сети ресторанов во Флориде

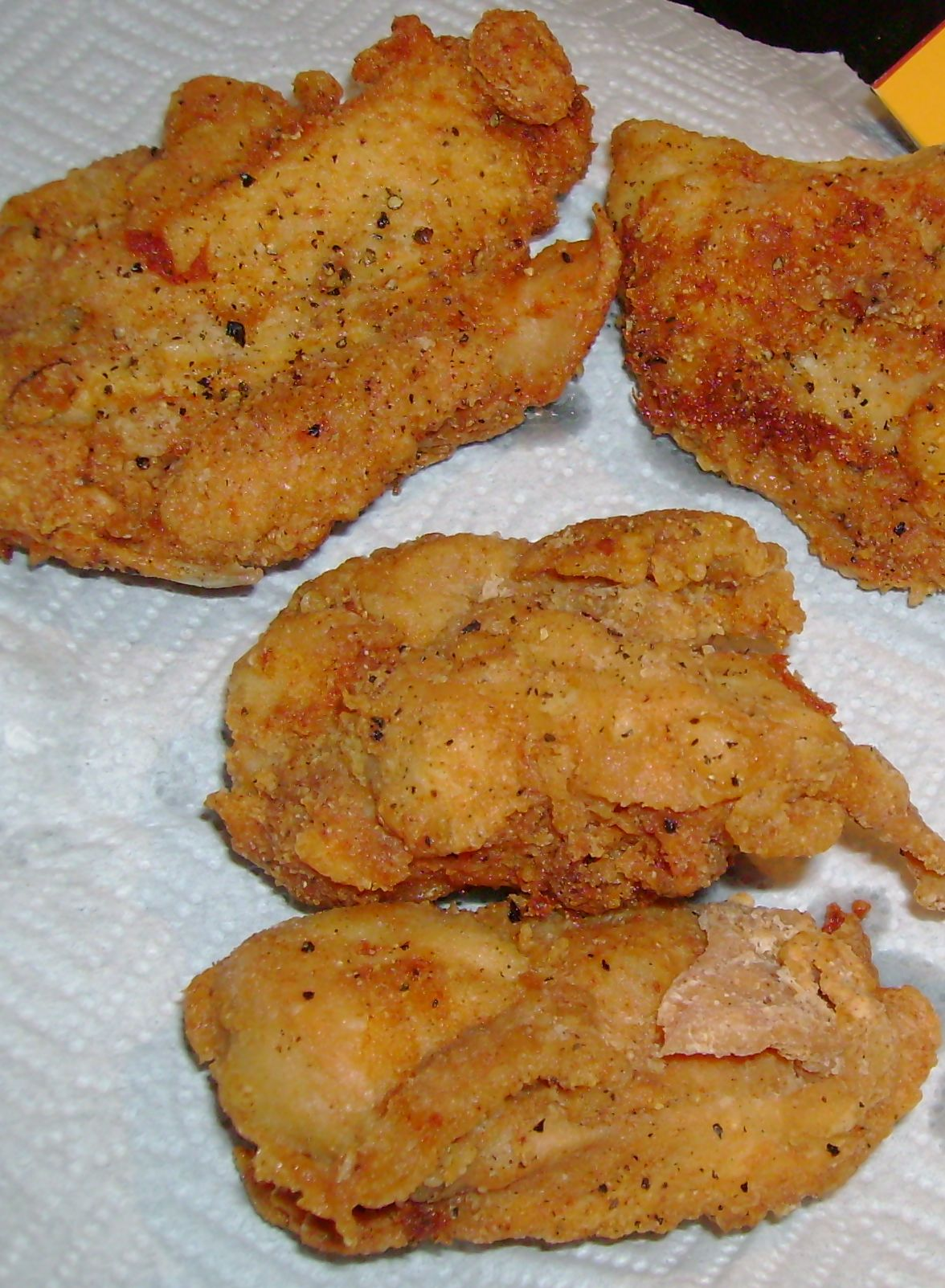
Обжаренная курица

Сети ресторанов приготовления южной пищи пользуются большой популярностью; многие из них распространились по всей стране и всему миру (KFC), в то время как другие предпочли остаться только на юге. Ямное барбекю пользуется популярностью на всём Юге США; в отличие от остальной части страны, большая часть сельского Юга имеет локально принадлежащие, не франчайзинговые рестораны пит-барбекю. Часто на юге можно встретить ресторанчики семейного типа, подобие российских столовых. Они отличаются низкими ценами, вкусными и качественными блюдами, непритязательной обстановкой 

## Южная кухня по регионам
Южная кухня широко варьируется в зависимости от региона:
- В Южной Луизиане преобладает креольская кухня. Луизиана является крупнейшим поставщиком ракообразных в США[5].
- В прибрежных районах Южной Каролины огромной популярностью пользуется блюдо «Скачущий Джон». Особенность этого блюда в Южной Каролине заключается в том, что рис перемешивается с чёрной фасолью. Рис в Каролине всегда играл важную роль, поэтому во многих блюдах данного штата в качестве ингредиента можно обнаружить рис.
- В Арканзасе располагается крупная компания Riceland Foods, которая является крупным производителем риса и сладкой кукурузы. Это главные продукты кухни Юго-Восточного Арканзаса.
- В Вирджинии производится Смитфилдская ветчина[6]. Также популярно стью Брансуик, родом из города Брансуик.

В Оклахоме большой популярностью пользуются блюда, состоящие из бобов или зерновых. Например, бисквит, политый соусом или кукурузный хлеб с бобами. Миссисипи специализируется на разведении рыбы, иначе этот штат называют «рыбным домом». Арканзас является лидером по производству риса в США. Также популярно приготовление рыбы, порк-барбекю и жареный цыплёнок. В Теннесси очень популярны блюда из свинины, в Мемфисе находятся несколько известных ресторанов барбекю. Ежегодно, в мае, проходит конкурс на лучшее приготовление барбекю. В Мэриленде большой популярностью пользуются синие крабы. Флорида является домом лаймового пирога и пирога из сердцевины пальмы. Апельсиновый сок является самым популярным напитком в штате. Джорджия известна своими персиками, орехами-пеканами, арахисом и луком Видалией.
Кентукки знаменит своим пивным сыром. В Техасе популярно барбекю и перец чили, а также региональные различия мексиканской кухни, уникальные для Техаса, которые называются текс-мекс.
В целом, жители Верхнего Юга отдают предпочтение свинине, сорго и виски; жители прибрежных районов отдают предпочтение морепродуктам и рису. В районе гор Аппалачи широко используют сливочное масло, но почти не пользуются сыром. Также жители Аппалачи питаются дикими овощами и фруктами, что несвойственно остальным жителям Юга. Яблоки, овёс и картофель также распространены в кухне этого региона. Этот фактор обусловлен тем, что в горах холоднее и суше, нежели в низменных районах. В Техасе, Оклахоме и в районе Великих равнин употребляют, как правило, говядину; остальная часть Юга (включая Арканзас, который географически больше расположен в горах Аппалачи) предпочитает свинину.

### Креольская кухня Луизианы

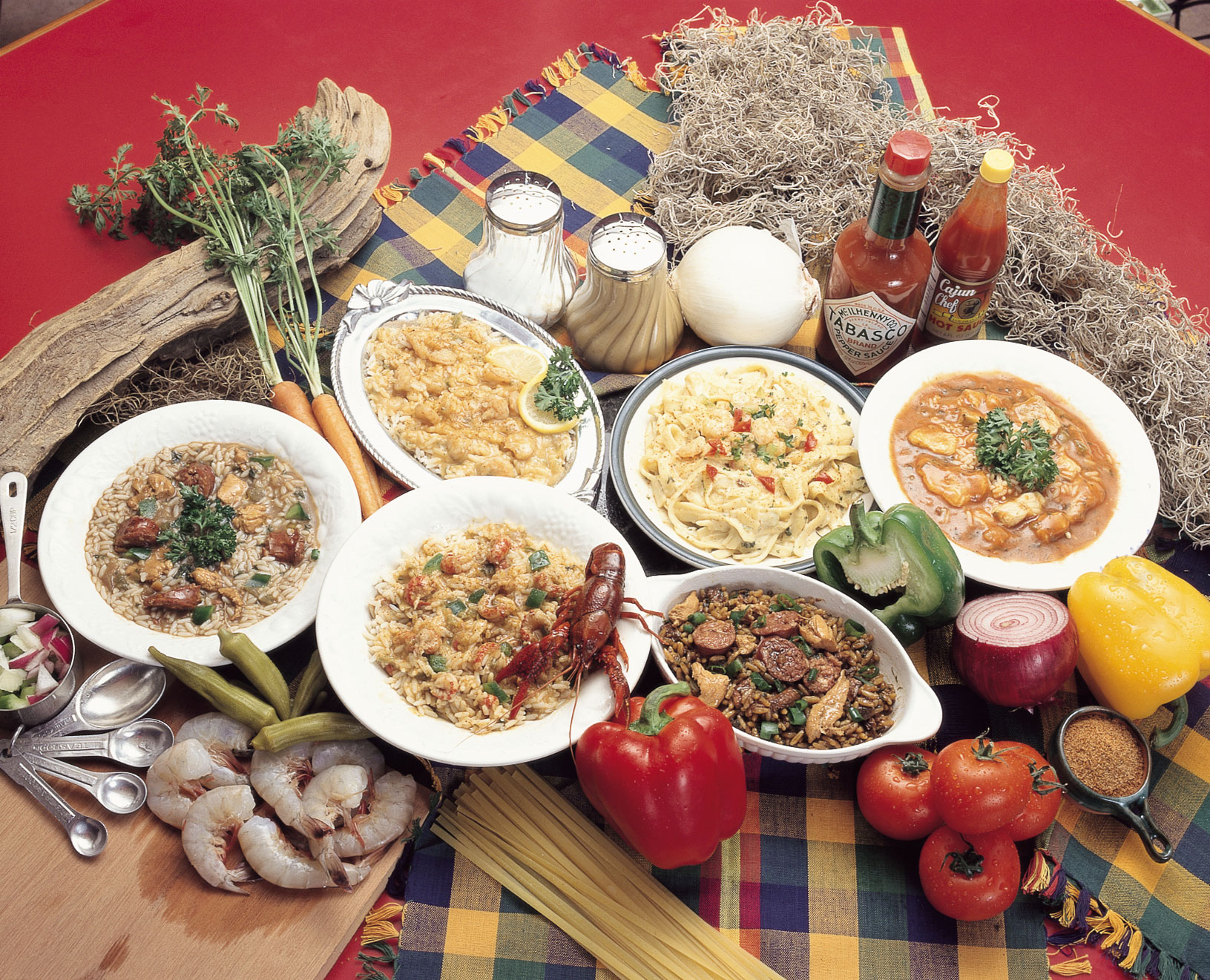
Типичные блюда луизианской креольской кухни

Южная Луизиана является политической и географической частью Юга США, однако общие тенденции кухни юга слабо влияют на кухню Луизианы. Необычной Креольскую кухню делает использование в качестве ингредиента морских животных: речных раков, крабов, устриц, креветок, морских рыб наряду с инжиром (неиспользуемым в южной кулинарии), сливами и виноградом. Пеканы и арахис также прорастают в Луизиане и используются повсеместно, в отличие от других регионов юга. Цикорий тоже пользуется большой популярностью в Луизиане. Иногда он даже более предпочтителен чем кофе, например в качестве напитка к луизианским оладьям.

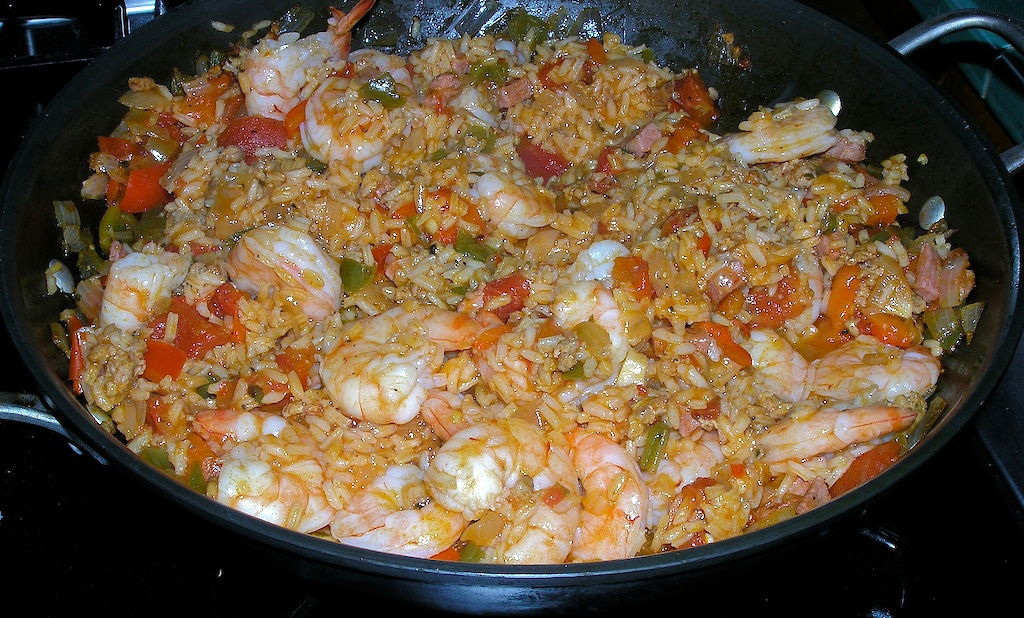
Традиционное блюдо креольской кухни — джамбалайя, местная адаптация паэльи, блюда испанской кухни

### Прибрежная кухня
Прибрежный район юга состоит из побережья Южной Каролины, Вирджинии и части Джорджии. Блюда этого с района имеют идентичны блюдам Верхнего побережья Мексиканского залива: рыба, креветки, рис, крабы, бамия и другие.

### Аппалачская кухня
Отдалённость от крупных городов, а также плохие дороги и слабо развитая инфраструктура делали ограничения на ввоз продуктов для самых ранних поселенцев. Поэтому жителям Аппалачи пришлось выращивать продукты самим. Для фермеров, свиньи и куры были основным источником мяса, причём многие фермеры строили свои собственные коптилки, чтобы производить различные виды ветчины, бекона и колбасы. Морепродукты ограничивались пойманными в местных водоёмах рыбой и раками, морские были недоступны до настоящего времени. Однако, в горах Аппалачи существовал большой выбор дичи, особенно оленины и бельчатины, что отчасти компенсировало местным жителям отдалённость от крупных городов и транспортных узлов. Популярность охоты и рыбалки в Аппалачах означала, что дичь и рыба являлись главными продуктами стола. Олени, дикие индейки, куропатки и другая дичь, на которую охотились, коптились, консервировались или становились вяленым мясом.
Пшеничная мука и пекарный порошок стали доступны в конце XIX века, молоко и печенье стали популярными после распространения в горах хлеба. Соль была всегда доступна для жителей гор, так как производилась в Вирджинии. Также в небольших объёмах использовали чёрный и красный перец, корицу, мускат и гвоздику. Кофе пили без молока и лишь слегка подслащённым. Кофе являлся основным напитком и употреблялся во время каждого приёма пищи; в военное время в качестве замены кофе широко использовался цикорий.
Сегодня пахтовые булочки-бисквиты с колбасным соусом являются классическим завтраком в Аппалачах. Подобный завтрак становился популярным во многих штатах. Обусловлено это было миграционным процессом жителей Аппалачи. Многие южные или первоначально-южные сети предлагали бисквиты с подливкой на завтрак, но когда Макдоналдс представил новое меню для завтрака, продавая яйцо с английским маффином (Макмаффин), оно стало очень популярным, что привело к закрытию многих южных сетей.
Вместо сахара в Аппалачи используют сорго и мёд. Европейские фрукты, такие как яблоко и груша, хорошо растут в горах. Поэтому одним из самых распространённых блюд в Аппалачи являются запечённые карамельные яблоки. В аппалачской кухне также очень часто используется вишня, как и в более северных районах США растёт сахарный клён из которого получают кленовый сироп. Часто собирают грибы и дикий лук.
Существует традиция консервирования продуктов; наиболее распространёнными являются консервы фасоли и помидоров. Груши и яблоки используются для приготовления грушевого и яблочного меда. Также популярны солёные огурцы, жареная горчица с добавлением уксуса, маринованная свёкла и релиш, который ещё называют кукурузным кетчупом. Жареные зелёные помидоры являются обычной пищей в горах, но при этом в основном неизвестны за пределами гор; помидоры также используются в томатном соусе, а также в колбасной подливе с добавлением светлого загустителя ру. Разнообразные дикие фрукты, вроде папайи, и дикие ягоды также широко доступны в горах Аппалачи.